# Coupe à la garçonne
Pour les articles homonymes, voir garçonne et crop.

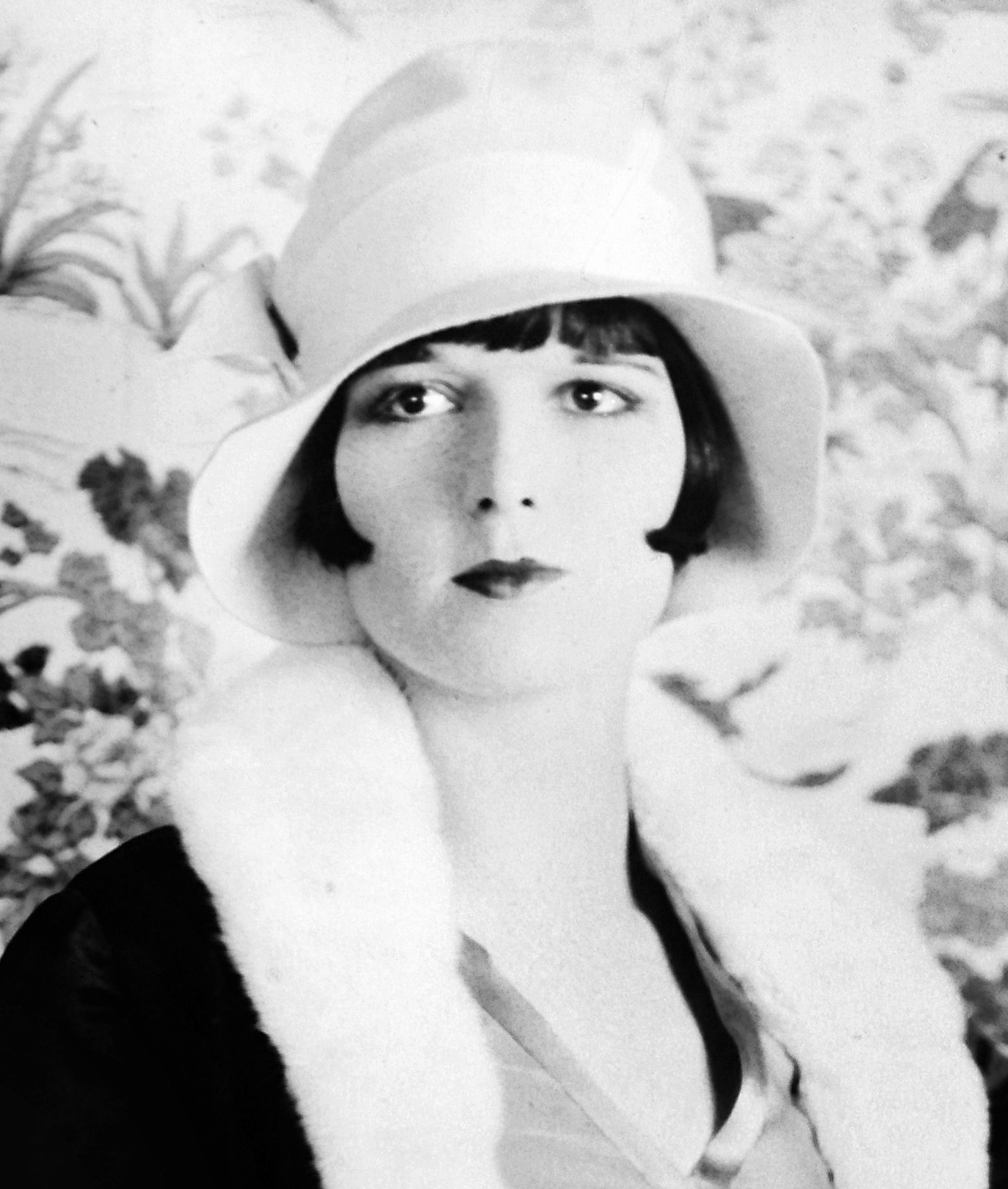
La coupe à la garçonne de Louise Brooks, créée par Sydney Guilaroff.

La coupe à la garçonne (ou crop en anglais) est une coupe de cheveux et coiffure féminine courte apparue au début du XXe siècle et popularisée à la fin des années 1920 par Louise Brooks dans le film Loulou et par Joséphine Baker. Il s'agit à cette époque d'une variante courte de la coupe au carré.
Le terme désigne ensuite la coupe pixie, une variante plus courte, à partir des années 1950.

## Histoire

### Carré garçonne

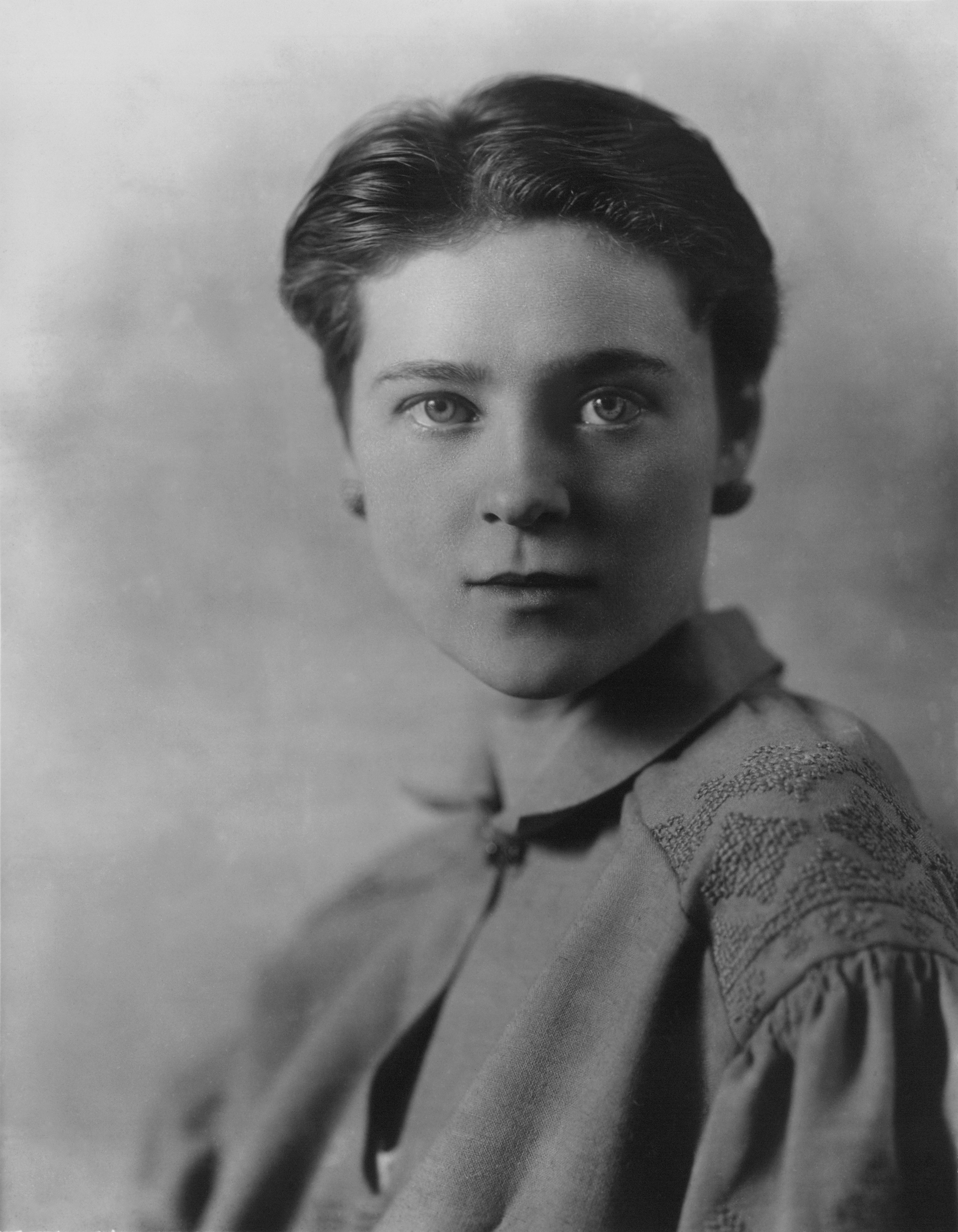
Eva Le Gallienne

La coupe à la garçonne est devenue à la mode en Europe et en Amérique au cours des années 1920 chez beaucoup de jeunes femmes. Jusque-là, les femmes se devaient de conserver des cheveux longs, le plus souvent resserrés par un chignon. Comme pour le port du pantalon, cette coupe masculine pour une femme fait scandale. Les années 1920, ou Années folles, sont marquées par la rébellion sociale et culturelle des femmes, et ce type de coiffure en est l'un des symboles. La Première Guerre mondiale vient de se terminer, les hommes étant partis au front, les femmes ont goûté à l’émancipation et désormais, beaucoup d’entre elles travaillent et aspirent à plus de simplicité et de modernité aussi.
À Paris, dès 1909, Antoine Cierplikowski, surnommé « Monsieur Antoine », invente pour la première fois une coupe courte pour les femmes, qu'il appelle ensuite « coupe à la Jeanne d'arc », une « coupe au carré » en vue de rajeunir l'actrice Ève Lavallière pour un rôle. La créatrice de mode Coco Chanel adopte cette coiffure qui pris le nom de coupe « garçonne », après la publication du roman polémique La Garçonne de Victor Margueritte en 1922 montrant une nouvelle féminité, libérée des codes traditionnels du début du XXe siècle.
L'Eton crop, l'une de ses variantes les plus courtes et les plus radicales, était la plus populaire de toutes et a été notamment portée par Joséphine Baker,.

### Coupe pixie
Il s'agit d'une variante bien plus courte à l'arrière avec des mèches devant,. Elle apparaît pendant les années 1960.

## Célébrités portant/ayant porté cette coupe

### coupe à la garçonne
- Coco Chanel, créatrice de mode française
- Valentine Ackland, poète moderniste britannique
- Colette, écrivaine, actrice et journaliste française
- Mistinguett, chanteuse et actrice française
- Kiki de Montparnasse, modèle et artiste française
- Louise Brooks, actrice américaine
- Marlene Dietrich, actrice et chanteuse d'origine allemande

### coupe Pixie
- Audrey Hepburn, actrice et mannequin britannique
- Françoise Sagan, écrivaine française
- Mia Farrow, actrice américaine
- Jean Seberg, actrice américaine
- Twiggy, mannequin et actrice britannique
- Emma Watson, actrice britannique qui a dû se couper les cheveux assez courts pour le film Le monde de Charlie.
- Anne Hathaway, actrice et chanteuse américaine qui s'est coupé les cheveux très courts pour le tournage du film Les Misérables.
- Miley Cyrus, chanteuse et actrice américaine qui porte cette coupe depuis plusieurs années déjà.
- Cristina Cordula, styliste brésilienne connue pour arborer cette coupe très courte depuis plusieurs années.